# Antonio Huachaca
Antonio Huachaca o Guachaca (San José de Secce, Huamanga) fue un campesino y militar indígena de etnia quechua, que inicialmente luchó por la causa monárquica llegando a ostentar el rango de General de Brigada del Ejército Real del Perú. Tiempo después se integró al proyecto de la Confederación Perú-Boliviana, llegando a ostentar el título de "Juez de Paz y Gobernador del distrito de Carhuaucran".
Es más conocido como el caudillo de la rebelión de la comunidad campesina e indígena de San José de Iquicha, en Huanta, contra los líderes independentistas, enrolándose en esta en nombre del rey Fernando VII (1784-1833) entre 1825 y 1828; Huachaca contó para esto con el apoyo de numerosos comerciantes españoles, sacerdotes, indios y mestizos. Su pueblo era llamado oficialmente San José de Santillana por los españoles, aunque la comarca era conocida en quechua como Iquicha. Capturó Huanta y declaró la abolición del Estado republicano, por lo que Huachaca desde su castillo, sus tribunales y sus cabildos administraba el poder nombrando a sus delegados o alcaldes, así como organizando diezmeros que recaudaban fondos para la causa de Su Majestad Católica.

Este seudo Estado llegó a disponer la movilización de mano de obra para la «refacción de puentes y caminos», y más sorprendente aun, sus atribuciones abarcaron la reglamentación del orden público, estableciendo patrones éticos de conducta para los individuos bajo su jurisdicción.

Luego de la derrota en la primera Guerra de Iquicha, Huachaca cambia su nombre a José Antonio Navala Huachaca, en réplica del nombre del mariscal Antonio José de Sucre (1795-1830) y su apellido hace referencia a la Marina de Guerra: Navala.

## Comienzos
Huachaca nació en San José de Iquicha a finales del siglo XVIII, en alguna fecha desconocida. Es probable que mientras aún era un niño fuese ejecutado el Inca Túpac Amaru II en 1781. Los iquichanos habían destacado como guerreros, combatiendo contra los rebeldes cuzqueños del Inca. Manteniéndose como fieles aliados del poder virreinal. Fue un arriero iletrado y sin hacienda con ascendente entre los campesinos de la comunidad. Sus rutas de arriaje, redes comerciales y relaciones de parentesco extenso lo hicieron relacionarse con agricultores sin tierras que vivían en la selva, pueblerinos y habitantes de Huanta.
Aparece por primera vez en 1813, ya como un líder muy popular, liderando a los campesinos indios desacatando las órdenes de la administración de Huamanga en protesta a la inoperancia del intendente local en frenar los abusos de los cobradores de impuestos gubernamentales, ya que la Constitución de Cádiz había abolido el tributo indígena y el trabajo no asalariado en obras públicas (minka). Esto era consecuencia directa de la revuelta que había afectado a la ciudad de Huamanga el año anterior, la promulgación de la constitución liberal y los conflictos de los revolucionarios liberales con las autoridades virreinales absolutistas. Los indios de Iquicha no tenían problemas en apoyar a la vez a un rey absolutista y a las reformas de una constitución liberal ya que ambos les deban beneficios. Sin embargo, ante la insurrección que poco después estallará en Cuzco, él y su gente se decidirán por apoyar a los representantes del rey, lo cual indica que el desacato a las ordenanzas era más una reacción contra un abuso concreto que un movimiento inspirado por alguna ideología.
Comenzó su carrera militar enfrentándose a los independentistas cuzqueños, movilizando a su gente contra los hermanos Angulo, tal como habían hecho en 1780 contra Túpac Amaru II (1738-1781). Los combates entre huantinos y cuzqueños se desarrollaron en septiembre-octubre de 1814 y enero de 1815, actuando Huachaca como jefe de guerrillas al mando del hacendado y comandante de milicias, Pedro José Lazón, y recibiendo por estas acciones el grado de general de brigada en el Ejército Real del Perú de parte de José de la Serna (1770-1832). La principal acción en que participaron los iquichanos en ese momento fue la exitosa defensa de Huanta, el 1 de octubre de 1814, cuando una columna de 5000 morochucos (sólo 300 con fusiles) con cuatro cañones y caballería intentó tomar la ciudad. Al contrario de los iquichanos, destacados realistas, los morochucos de Cangallo se distinguieron como feroces patriotas.
Gracias a la experiencia militar ganada se volvió un experto jinete y un hábil estratega, lo que demostrará en el futuro a pesar de la falta de medios materiales con los que contaba. En recompensa por su lealtad, el rey ordenó la entrega a los iquichanos de un escudo propio para su comunidad.

## Otros movimientos guerrilleros
El levantamiento guerrillero en Huamanga no fue el único, aunque ninguno fue comparable al de los iquichanos. A medida que los ejércitos republicanos avanzaban empezaban a surgir guerrillas favorables a uno u otro bando. Muchas partidas independentistas habían conseguido cercar Lima mientras José de San Martín (1778-1850) ocupaba Huara e Ica. Empezaban a iniciarse una serie de operaciones militares coordinadas entre soldados y montoneros muy exitosas. Pío Tristán (1773-1859) lanzó una serie de campañas a la Sierra con apoyo de guerrilleros huamanguinos y cuando José de Canterac (1787-1835) se acercó al Callao sus fuerzas fueron constantemente acosadas. 
Estas guerrillas gozaban con fuerte apoyo popular, por ejemplo, cuando la partida de Santiago Castro asalto el cuartel de Vilca (en Huancavelica) entró en la ciudad bajo las vivas de la población (2 de noviembre de 1822). Entre los pertrechos capturados estuvieron 20 fusiles y 15 lanzas. Los primeros grupos de irregulares habían surgido en cuanto San Martín desembarco en 1820. 
Destaca entre los comandantes el patriota Cayetano Quirós, líder de una guerrilla de 200 morochucos en Ica; consiguió actuar también en Cangallo, Jauja y Huancayo en auxilio de las dispersas fuerzas de la Expedición Libertadora. Será derrotado y fusilado en mayo de 1822, pasando Ica ser un núcleo realista por otros tres años.
En la segunda mitad de 1826 el patriota José de la Riva-Agüero recluta para la división del general José de La Mar 3000 guerrilleros esparcidos en Huarochirí, Yauyos, Yauli, Jauja y Tarma mientras Andrés de Santa Cruz hace una leva de 2000 en Jauja, Huancayo y Huancavelica.
De este modo, los principales campos de enfrentamientos y operaciones entre montoneros serán las intendencias de Huamanga, Huancavelica e Ica. Durante 1823, mientras empezaba el avance bastante devastador del Ejército Unido Libertador del Perú, en numerosas ciudades (Tarma, Huancavelica, Acobamba, Palcamayo, Chupaca, Sicaya, etc.) y pueblos de la Sierra central peruana se organizaron unidades de irregulares que empezaron a actuar como guerrilleros, informantes y hasta refuerzos del Ejército Real, bastante menguado por la larga guerra. La resistencia monárquica en el centro y sur peruano terminó con la derrota del virrey De La Serna en Ayacucho el 9 de diciembre de 1824. Tras un corto periodo de paz vendría el alzamiento de Huachaca.

## Rebelión de San José de Santillana
Antonio Huachaca estuvo acompañado de otros líderes, todos ellos indígenas a excepción del francés Nicolás Soregui, comerciante y exoficial del Ejército español en Perú. Según un testimonio, las fuerzas rebeldes sumaban 1000 campesinos y 500 huantinos. Según otro, llegaban a 4000 comuneros indios y 400 soldados. El primero proviene del interrogatorio al español Manuel Gato, acusado de rebeldía, quien deseaba minimizar la amplitud de la rebelión; el segundo del peruano Aurelio García y García (1836-1888), quien deseaba exagerar la heroica defensa republicana de Huamanga. Por eso, para Husson la cifra más probable se encuentre entre ambas, unos 2000 a 3000 realistas.
Son descritos como una fuerza muy disciplinadas a pesar de ir armados principalmente con hondas y lanzas por la escasez de rifles. Algunos autores de la época, específicamente en 1839, llegaran afirmar, basados en rumores, que incluso se trataba de más de 50 000 quechuas bien armados. Aunque en su mayoría estaban armados con palos, piedras y chuzos había quienes tenían fusiles y unidades a caballo, incluso los que usaban uniforme: ujutha, medias, pantalón corto azul, cabellera larga trenzada, montera y poncho. Huanta es nuevamente cercado y tomado. Todos coinciden en que la mayoría de rebeldes provenían del distrito de Iquicha, provincia de Ayacucho. Contrariamente a lo que se podría suponer, ninguno de los líderes rebeldes eran caciques. Más bien, se trataba de comerciantes o arrieros. También hubo participación indirecta de españoles y mestizos. Estos no fueron protagonistas, pero ayudaron en la organización y la propaganda. Puede decirse que las rebeliones vividas en Iquicha a finales de los años 1820 fueron producto de la influencia de religiosos y militares realistas y la crisis económica producida en los precios de la coca por el mencionado impuesto. Se le suman la defensa de las tierras de la comunidad iquichana, amenazadas por los terratenientes criollos, y la protección de su identidad tradicional. Además, la imposición que hará Simón Bolívar (1783-1830) de cobrarles 50 000 pesos a los habitantes de la región de Huanta en 1825 por su apoyo a la causa realista no ayudará a calmar las aguas. En aquellos tiempos la población de la intendencia de Huamanga era de unas 110 000 personas, y los siglos de monarquía había creado una especie de visión mistificada de la figura del rey o inca católico entre la población. Era visto como un enviado de Dios, defensor de su cosmovisión del mundo, su religiosidad y forma de vida tradicional; la relación de vasallaje con su señor era, por tanto, sacra. «El problema era de principios: la república era considerada por los andinos como enemiga de su pueblo y de su fe». La intendencia era poblada mayoritariamente por indios, excepto la capital homónima y la zona circundante; específicamente en el partido de Huanta, eran unos 30 000 los indígenas de las comunidades rebeldes. La primera señal de rebeldía vino cuando los indios huantinos ajusticiaron en Guano al teniente coronel Celedonio Medina que llevaba a Lima el parte de Bolívar informando de la victoria en Ayacucho a principios de diciembre de 1824.
La primera fase de la rebelión se da entre marzo y diciembre de 1825 cuando los indígenas de Iquicha se movilizan, pero son contenidos rápidamente por el ejército patriota que se encontraba en Huanta. La paz sería muy corta. En enero de 1826 se produce otra movilización que también protesta contra el cobro del diezmo de la coca. Cabe resaltar que la región de Ayacucho y, especialmente la de Huanta, vivía del comercio de la coca. Este les aseguraba una posición económica relativamente buena.
En junio de 1826, los rebeldes bajo el comando de Huachaca y Soregui logran tomar el pueblo de Huanta convirtiéndolo en centro de operaciones. Luego, y con el apoyo de dos fracciones desertoras de los Húsares de Junín, intentan tomar Huamanga (actual Ayacucho), pero son derrotados por la guarnición de la ciudad. En julio de 1826, el general y Presidente del Consejo de Gobierno, Andrés de Santa Cruz (1792-1865), viaja personalmente a Ayacucho para combatir a los rebeldes. En consecuencia a estos hechos se inicia una feroz campaña de represión a los rebeldes; frecuentes fueron las ejecuciones de quienes se negaran a pagar los impuestos a las autoridades, la vejación de mujeres, ejecución de prisioneros y la profanación de iglesias de las tropas "pacificadoras" o republicanas, abusos ausentes en el caso del otro bando.
La tercera fase de la rebelión se inicia el 12 de noviembre de 1827 cuando los rebeldes de Iquicha vuelven a tomar Huanta, después de una débil resistencia del batallón Pichincha al mando del huidizo sargento mayor Narciso Tudela. Los iquichanos estaban dirigidos por su caudillo, el «General Huachaca», y por los comandantes de las fuerzas guerrilleras, entre los que destacaban el vasco francés Nicolás Soregui, Francisco Garay, Francisco Lanche, Tadeo Chocce (tratado de excelentísimo coronel), Prudencio Huachaca (hermano del caudillo) y el presbítero Mariano Meneses, capellán del ejército iquichano. Tadeo Chocce o Choque era un indio letrado y con hacienda en la puna. En las alturas de Iquicha se había alzado nuevamente el estandarte monárquico. Sus planes eran de la mayor envergadura: tomar Huanta, liberar Huamanga y Huancavelica y, por fin, la «Restauración del Reino», extirpando a los republicanos, proclamando un ideario contrarrevolucionario y antiliberal, el que se ve apoyado por clérigos como «el padre Pacheco, llamado en documentos oficiales el Apóstata, y el sacerdote Navarro, quienes, acostumbrados a enardecer los ánimos y a convencer a las masas desde el púlpito, cambian los hábitos clericales por la casaca de guerrilleros para dirigir los combates con sable en mano y pistola de chispa al cinto».
Manteniendo la ciudad bajo su control por dos semanas, Huachaca es nombrado por los indios «Gran Jefe de la División Restauradora de la Ley», tropa de alrededor de 3000 comuneros. A continuación, izando la Cruz de Borgoña y al grito de «¡Viva el Rey!», los iquichanos atacan nuevamente Ayacucho en número de 1500 a 4000, pero son derrotados una segunda vez por la hábil defensa del prefecto Domingo Tristán y Moscoso (1768-1847) en los combates de colina de Mollepata y quebrada Honda (29 y 30 de noviembre). Esta derrota marcaría el fin del movimiento. En diciembre pierden Huanta otra vez. Hasta junio de 1828, todos los líderes con excepción de Huachaca son apresados. En diciembre del mismo año, Soregui y otros tres líderes son condenados a muerte. Después de vencer la resistencia de los guerrilleros, masacraron a los indígenas de Huanta sin discriminación de ningún tipo y fusilaron a los prisioneros sin proceso previo.
Dos años después y ante la apelación presentada por los inculpados, la Corte Superior de Justicia del Cusco anula todas las sentencias de muerte y Soregui es desterrado por diez años junto a otros líderes.
Después de la caída de Huanta comenzó la fase irregular de la campaña, conocida como guerrillera o de los castillos de Iquicha, porque las cumbres andinas sirvieron como fortalezas para la resistencia monárquica del campesinado indígena. El coronel Vidal organizó una campaña de contramontoneras para reprimir y exterminar a los «fanáticos» que sostenían la tradición como el ancestral derecho a su autodeterminación. Para ello disponía de los últimos 150 soldados regulares que aun quedaban en Huamanga.
El más notable suceso de esta etapa fue el combate de Uchuraccay (25 de agosto de 1828), donde el comandante Gabriel Quintanilla —al mando de los bien armados cívicos— enfrentó a los valerosos iquichanos equipados solo de lanzas y hondas por un lapso de dos horas. En este combate cayó valientemente Prudencio Huachaca, y el sargento mayor Pedro Cárdenas, entre otros, y asimismo fue herido el capitulado Valle, que falleció pocos días después. Cientos de iquichanos murieron y su general debió huir a los montes a lomos de su caballo Rifle, las milicias, sin líder, podrán aun oponer brevemente alguna resistencia. El combate fue sangriento y poco conocido. Simboliza «la época en que ese trozo de nuestra patria se resistía absurda y ferozmente a separarse de España». No habiendo podido capturar al general Huachaca, los vencedores tomaron a su esposa y dos hijos, los llamados cadetes, quienes fueron hechos prisioneros y remitidos a Ayacucho. Como en el caso de la rebelión de Túpac Amaru, el sometimiento de los iquichanos se caracterizó por las numerosas matanzas perpetradas.
Poco después se produjo el último combate contra las fuerzas gubernamentales en Cano: habían transcurrido siete cruentos meses y los republicanos habían logrado “controlar” a las fuerzas indígenas. Se había capturado a Sorequi, Garay, Ramos, al padre Pacheco y al presbítero Meneses. Por excepción de Huachaca.

## Guerras civiles
Huachaca pasó a vivir en la clandestinidad, sin dejar su actitud levantisca. Es detectado en 1830 cerca de Huanta y Carhuahurán, nuevamente con actitud amenazadora. A partir de entonces se ofrece una recompensa de $2000 pesos por su cabeza y la de Mariano Méndez. Los comuneros iquichanos se mantendrán levantiscos, apoyando a diversos caudillos. En 1834 toman partido por el presidente liberal Luis José de Orbegoso y Moncada (1795-1847) contra el conservador Agustín Gamarra (1785-1841), fuerte en Cuzco. Las diferencias entre los principales grupos políticos eran borrosas y los caudillos cambiaban constantemente de posición a medida que las propuestas de las facciones cambiaban con el tiempo. Las luchas decimonónicas se basan en el enfrentamiento de los conservadores centralistas, fuertes en Lima y en litoral norte aunque durante la vida de Gamarra contaron con importante presencia en Cuzco, frente a liberales federalistas, con presencia en las sierras del sur andino y especialmente en Arequipa aunque con muchos partidarios en Lima. Debe mencionarse que durante las décadas siguientes a la independencia de Bolivia el comercio marítimo floreció y Cuzco fue desplazado por Arequipa como centro económico del sur peruano.
El 3 de enero se produjo un golpe de Estado conservador contra el gobierno liberal, proclamándose a Pedro Pablo Bermúdez Ascarza (1793-1852), Jefe Supremo del Perú, pero inmediatamente estallaron violentas protestas callejeras en Lima, obligando a los golpistas a abandonar la capital y refugiarse en el interior. El día Orbegoso salía de su refugio, en la Fortaleza del Real Felipe, y entraba victorioso en Lima.
Gamarra se atrincheró en el interior del país, contando con el apoyo de los prefectos de Puno, Cuzco, Ayacucho y algunos del norte, y la mayoría de los oficiales de ejército. Orbegoso contaba con el apoyo de la población civil por el respaldo de los populares generales William Miller (1795-1861) y Mariano Necochea (1792-1849). Tras varios éxitos al frente de sus montoneras, los generales orbegosistas buscaron aliarse con los habitantes de Huanta, tratándolos con deferencia a pesar del desdén que sentía la mayoría por los campesinos locales. A este movimiento se sumarían muchos hombres de la ciudad que no habían participado, abiertamente al menos, de la rebelión de 1825-1828.
En alianza con Orbegoso, los notables de Huanta armaran 4000 indios al mando del hacendado y capitán de las milicias cívicas locales Juan José Urbina (1806-después de 1835), quien había aportado $519 de los $3262 pesos que costó movilizar un ejército más grande que el de la rebelión monárquica. Otros medios de pago habían sido el endeudamiento bajo promesa que el gobierno de Orbegoso pagaría tras triunfar y el apropiarse de los diezmos eclesiásticos. Urbina había sido regidor de la ciudad en 1826 y durante la rebelión aparentemente fue leal a la República, sin embargo, gozaba de un fuerte apoyo entre toda la población monárquica. Hábilmente consiguió unificar bajo su mando, y a través de dos «actas», a los «montoneros de las punas» y los «notables» de la comarca, haciéndoles olvidar sus diferencias ideológicas, sociales o étnicas por un tiempo. Había sido nombrado por los montoneros Huachaca, Tadeo Choque y Mariano Méndez «Comandante General del Exercito» en Uchuraccay el 8 de marzo; dos días después autoridades municipales y «vecinos notables» de Huanta se reunieron en Luricocha y lo reconocieron como «Comandante en Jefe». De este último grupo, la mayoría no había apoyado, abiertamente al menos, la rebelión realista de 1825-1828. Durante la guerra civil el general Domingo Tristán, nuevo prefecto de Ayacucho, quien hacía pocos años había reprimido violentamente a los iquichanos en esa rebelión -de hecho, los despreciaba-, ahora escribía proclamas para animarlos a luchar de su parte, pedía ayuda a Miller -que estaba familiarizado con los montoneros de Huanta a pesar de haber luchado contra ellos- y a través de cartas personales pedía a Huachaca combatir contra Gamarra y Bermúdez.
De inmediato se iniciaron operaciones guerrilleras contra las guarniciones gamarristas que ocupaban Huamanga y Huanta a mediados de mes, aprovechando la ausencia del prefecto, general José María Frías y Lastra (1796-1834), el Tigre de Piura, para desalojarlas. Las dos derrotas propinadas a Gamarra resultaron decisivas, y en mayo la guerra civil terminaba con la victoria de los orbegosistas, después de la batalla de Huaylacucho (17 de abril). Durante el conflicto el ejército de Urbina llevó a cabo operaciones fuera de la provincia de Huanta, en Huamanga y Huancavelica. A finales de año, Orbegoso, ya presidente, viajó a Huanta. Durante su visita fue agasajado con celebraciones de los «notables» de la ciudad, sin embargo, cuando quiso reunirse con Huachaca le informaron que se había ido. El mandatario lo lamento y afirmó que se comprometía a educar a uno de los hijos del caudillo (en cambio, en 1831, cuando Gamarra visitó la urbe, las autoridades municipales se negaron a recibirlo y fueron considerados actos de «desobediencia civil»). Historiadores modernos afirman que Orbegoso deseaba establecer una relación de clientelismo con Huachaca, pero éste no quería. Finalmente, se comprometió a educar a uno de sus hijos para conseguir su lealtad, pues no podía ofrecerle a un arriero semianalfabeto y quechua hablante un alto puesto en la administración pública o el ejército, preventas usuales en esos tiempos. El ofrecimiento entraba en la lógica de las relaciones jerárquicas de la sociedad peruana y hasta cierto punto insultante, pues significaba que Huachaca no podía educar bien a su descendencia. Lo cierto es que la mayoría de la intelligentsia hispanoamericana (excepto la cuzqueña) guardaba la esperanza de poder blanquear simbólicamente a las capas bajas de la población de sus países mediante la educación, prensa y literatura civilizadora. En cuanto a Urbina, un notable y rico vecino, fue nombrado en octubre apoderado fiscal de la provincia, encargado de determinar los gravámenes provinciales, todo por recomendación del prefecto Domingo Tristán. El gobierno liberal se mantendría en el poder por un par de años más.

## Apoyo a la Confederación Peruana-Boliviana
Sucedió una pausa en contra del gobierno entre 1828 y 1838, cuando los iquichianos se apegaron a la idea de la Confederación Perú-Boliviana vista como «la continuación del imperio por otros medios», por lo que Huachaca participa en las guerras de la Confederación entre 1836 y 1839, en 1838 Huachaca se convierte en juez de Paz y Gobernador del distrito de Carhuaucran y Jefe Supremo de la República de Iquicha, pero cuando la Confederación Perú-Boliviana, fue derrotada por el Ejército Restaurador del Perú, para marzo de 1839, el general Huachaca y los indígenas iquichanos estaban nuevamente en armas contra una “restauración” criolla, ahora sostenida por las bayonetas extranjeras. Por ello el Ejército Católico sitia nuevamente Huanta, que estaba ocupada por el batallón chileno “Cazadores”.
Ante esta grave situación el prefecto de Ayacucho, coronel Lopera, envió de refuerzo al batallón chileno “Valdivia”, que rompió el asedio y comenzó una cruel expedición en las punas contra la “indiada”.
En junio de 1839 se produjo el combate de Campamento-Oroco, donde el general Huachaca sorprendió a los “expedicionarios” y, en medio de una tempestad, los obligó a una retirada desastrosa. El contingente republicano, para vengar la humillación infringida: «...hizo una verdadera carnicería de hombres —sin distinguir ancianos, niños ni mujeres— y de ganados». Se habla de unas 2000 personas muertas.
En este contexto, el prefecto Lopera propició un acuerdo con las fuerzas iquichanas para encontrar una salida negociada al conflicto, por lo que se firmó el Tratado de Yanallay el 15 de noviembre de 1839, entre el prefecto y el jefe iquichano Tadeo Choque. Así, con un tratado de paz y no con una rendición, acababa la Guerra de Iquicha. Terminaba la resistencia iquichana, que sostuvo su caudillo, la cual dejó consignado en el documento lo siguiente:

«Ustedes son mas bien los usurpadores de Religión, Corona y Suelo Patrio...¿Qué se ha obtenido de vosotros durante...vuestro poder? La tiranía, el desconsuelo y la ruina en un Reino que fue tan generoso. ¿Qué habitante, sea rico o pobre, no se queja hoy? ¿En qué recae la responsabilidad de los crímenes? Nosotros no cargamos semejante tiranía».
Antonio Huachaca.

Huachaca antes que la derrota prefirió internarse en las selvas del Apurímac antes de ceder su monarquismo ante los que creía “anticristos” republicanos. Ahí vivirá como un bandolero hasta su muerte en 1848, siendo enterrado en la iglesia de su pueblo.